# Electro Glide in Blue
Electro Glide in Blue – drugi album grupy Apollo 440, wydany w 1997 roku.
Na krążku znalazły się jedne z największych przebojów zespołu: „Ain’t Talkin’ ’bout Dub” (wykorzystujący motyw z „Ain’t Talkin' 'Bout Love” Van Halen) oraz „Krupa” (będący hołdem dla perkusisty jazzowego polskiego pochodzenia, Gene Krupy). Na albumie gościnnie udzielają się Mary Mary („Carrera Rapida”, „White Man’s Throat”, „Raw Power”), Elizabeth Gray („Stealth Mass in F#m” oraz „Intro”), a także Billy MacKenzie, dla którego „Pain in Any Language” był ostatnim utworem nagranym przed śmiercią.
Album w Polsce osiągnął status złotej płyty.

## Lista utworów
| Nr. | Tytuł                                                              | Twórcy                                                              | Czas |
| --- | ------------------------------------------------------------------ | ------------------------------------------------------------------- | ---- |
| 1.  | „Stealth Overture”                                                 | Trevor Gray/Elizabeth Gray/Noko                                     | 1:00 |
| 2.  | „Ain’t Talkin’ ’bout Dub”                                          | Edward Van Halen/Alex Van Halen/Michael Anthony/David Lee Roth/Noko | 4:30 |
| 3.  | „Altamont Super-Highway Revisited”                                 | Noko                                                                | 6:33 |
| 4.  | „Electro Glide in Blue”                                            | T.Gray/Howard Gray/Ewan MacFarlane                                  | 8:36 |
| 5.  | „Vanishing Point”                                                  | Noko                                                                | 7:27 |
| 6.  | „Tears of the Gods” Dialog: Charles Bukowski                       | Noko/T.Gray/H.Gray/Dr. John Creaux                                  | 6:18 |
| 7.  | „Carrera Rapida” (Motyw z gry "Rapid Racer")                       | Noko/T.Gray/H.Gray/Ian Hoxley                                       | 6:48 |
| 8.  | „Krupa”                                                            | Noko/T.Gray/H.Gray                                                  | 6:15 |
| 9.  | „White Man’s Throat”                                               | Noko/H.Gray/Hoxley                                                  | 4:54 |
| 10. | „Pain in Any Language” Wokal: Billy Mackenzie                      | Noko/Billy MacKenzie                                                | 8:40 |
| 11. | „Stealth Mass in F#m”                                              | T.Gray/E.Gray                                                       | 6:35 |
| 12. | „Raw Power” Nie umieszczono na pierwszym brytyjskim wydaniu płyty. | Noko/T.Gray/H.Gray/I.Hoxley                                         | 3:50 |